# Rüdiger Emshoff
Rüdiger Emshoff (* 5. April 1960 in Mülheim an der Ruhr) ist ein deutscher Facharzt für Mund-, Kiefer- und Gesichtschirurgie und Universitätsdozent an der Medizinischen Universität Innsbruck. Er wirkt auf dem Gebiet Gesichtsschmerz und Craniomandibuläre Dysfunktion.

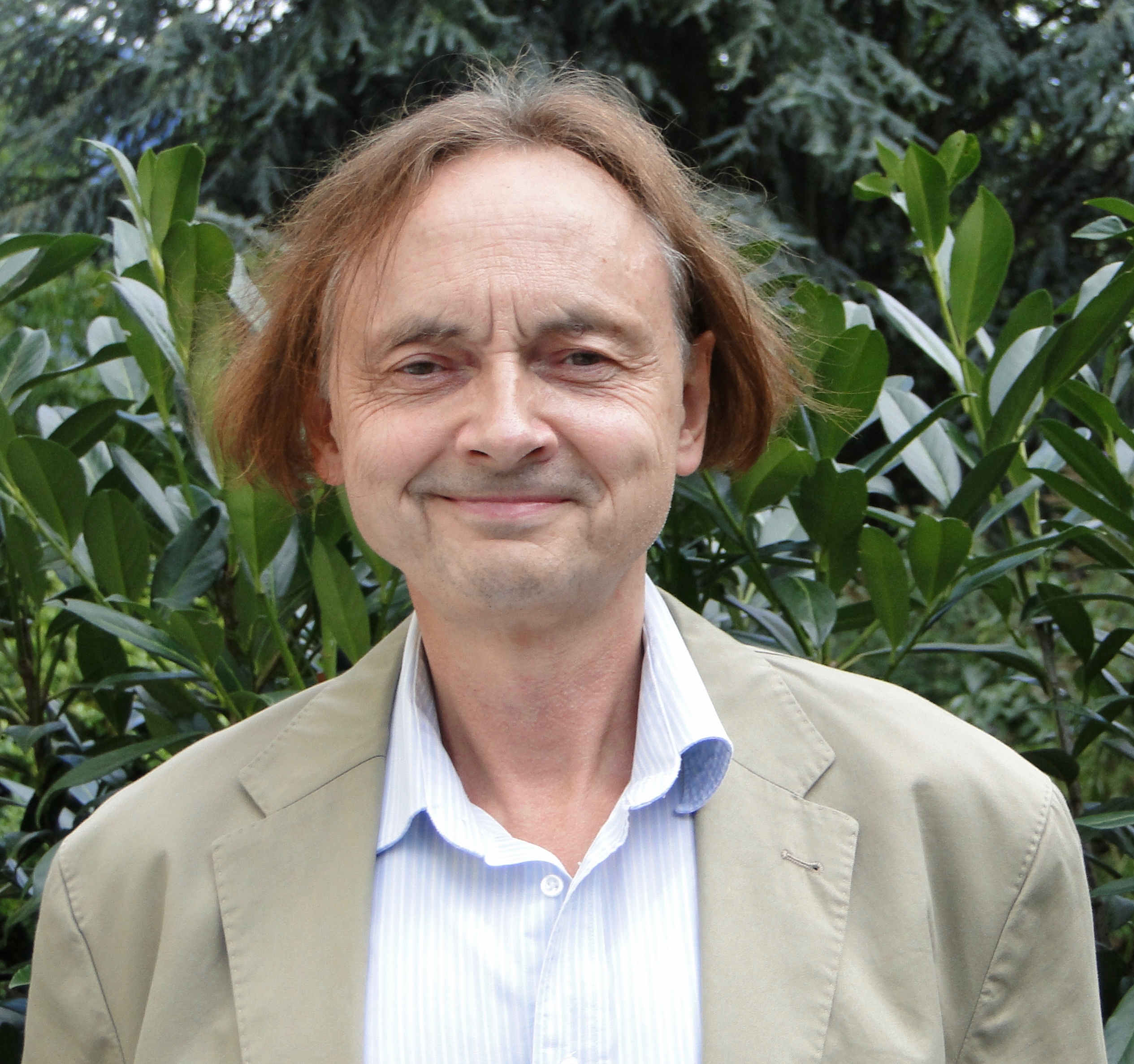
Rüdiger Emshoff, 2018

## Leben
Emshoff studierte Humanmedizin, Philosophie und Zahnmedizin an der Heinrich-Heine-Universität Düsseldorf und an der Semmelweis-Universität Budapest. Er promovierte 1987 in Düsseldorf zum Dr. med. mit der Arbeit Cutaneous complications induced by continuous subcutaneous infusion. Experimental studies with portable mini-pumps. 1990 promovierte er an der Zahnmedizinischen Fakultät der Semmelweis-Universität Budapest mit der Arbeit Subgingival microbiota in healthy periodontitis subjects.
2001 wurde Emshoff an der Medizinischen Universität Innsbruck mit der Schrift Strategien zur Erforschung temporomandibulärer Störungen: Eine Bewertung sonographischer Untersuchungstechniken habilitiert.
Er ist seit 2001 Oberarzt an der Universitätsklinik für Mund-, Kiefer- und Gesichtschirurgie an der Medizinischen Universität Innsbruck. Außerdem ist er seit 1998 Leiter des Bereichs Gesichtsschmerzen und Craniomandibuläre Dysfunktion.
Emshoff ist Autor des Lehrbuchs „Treatment of TMDs: Bridging the Gap Between Advances in Research and Clinical Patient Management“ und wissenschaftlicher Publikationen zur Magnetresonanztomographie und Sonographie im Kopf-Hals-Bereich, Chirurgie der Erkrankungen des Kiefergelenks und Rehabilitation chronischer Schmerzsyndrome im Gesichtsbereich.
Emshoff ist verheiratet mit der Ärztin Iris Emshoff und hat mit ihr drei Kinder. Gemeinsam lebt die Familie in Innsbruck.

## Klinisch-wissenschaftlicher Beitrag
Emshoff, der nach Aufbau einer Spezialeinheit für Gesichtsschmerzen und Craniomandibuläre Dysfunktion eine der umfangreichsten Studien zur magnetresonanztomographischen Diagnostik des schmerzhaften und funktionsgestörten Kiefergelenks vorgelegt hatte, konnte durch seine Ergebnisse einen wesentlichen Beitrag zum Konzeptwandel in der Rehabilitation von Patienten mit chronischer Arthritis des Kiefergelenks liefern.
In seiner empirischen Arbeit fokussierte sich Emshoff auf die Anwendung einer reversiblen, minimal-invasiven Kiefergelenkschirurgie, der Punktion (Arthrozentese) und Lavage des Kiefergelenks, und konnte erstmals diesem heute zum Standard gewordenen Verfahren klinisch relevante Erfolgsparameter zuordnen.
Über diese klinisch-wissenschaftliche Aktivität hinaus erwarb er internationale Aufmerksamkeit durch die Erstellung eines konzeptionellen Modells zur Identifizierung klinisch relevanter Effekte im Bereich des chronischen craniomandibulären Schmerzes. Emshoff betont die Anwendung der Receiver Operating Characteristic Methodologie in der zusätzlichen Einschätzung klinischer Basisdaten und benennt Schmerzdauer und Schmerzstärke als wesentliche Faktoren, die das Ausmaß klinisch relevanter Effekte individuell beeinflussen können. Durch diese Erkenntnis kann jener zur Durchführung einer klinischen Studie erforderlichen Fallzahlkalkulation ein angemessener, klinisch relevanter primärer Endpunkt zugrunde gelegt werden.

## Mitgliedschaften in wissenschaftlichen Vereinigungen
- Mitglied in der New York Academy of Sciences (NYAS), seit 2007.
- Mitglied in der Philosophy of Science Accociation (PSA), seit 2007.
- Mitglied in der Society for Clinical Trials (SCT), 2007.
- Mitglied in der American Academy of Orofacial Pain (AAOP), seit 2012.
- Mitglied in der International Association for the Study of Pain (IASP), seit 2018.

## Herausgebertätigkeit bei Zeitschriften
- Mitglied im Editorial Board der Zeitschrift Case Reports in Medicine, seit 2008.
- Mitglied im Editorial Board der Zeitschrift EC Dental Science, seit 2017.
- Mitglied im Editorial Board der Zeitschrift Pain and Therapy, seit 2018.

## Schriften
- Rüdiger Emshoff: Perspectives in Clinical Diagnosis of Temporomandibular Disorders. In: D. Manfredini (Hrsg.): Current Concepts on Temporomandibular Disorders. Quintessence Publishing, London 2010, S. 295–301.
- Rüdiger Emshoff: Pathophysiology of Intracapsular Inflammation and Degeneration. In: C. S. Greene, D. M. Laskin (Hrsg.): Treatment of TMDs: Bridging the Gap between Advances in Research and Clinical Patient Management. Quintessence Publishing, Chicago 2013, S. 33–36.

## Ehrungen und Auszeichnungen
- Hochschulpreis Endodontologie (Fachzeitschrift Endodontie) (2005).[2][13]
- Kürschners Deutscher Gelehrten-Kalender (De Gruyter) (2005, 2007, 2009, 2012–2013).[14]
- Who’s Who in the World (Marquis Who’s Who) (2004, 2008–2016, 2018).[15]
- Who’s Who in Medicine and Healthcare (Marquis Who’s Who) (2002–2007, 2009–2012).[15]
- Who’s Who in Science and Engineering (Marquis Who’s Who) (2003–2009, 2011–2012, 2016–2017).[15]
- Albert Nelson Marquis Lifetime Achievement Award (Marquis Who’s Who) (2018).[16]